# ماري برين
ماري برين (بالإنجليزية: Mary Breen)‏ هي لاعبة دفع الجلة أسترالية، ولدت في 3 يناير 1933، وتوفيت في 1 أكتوبر 1977.

## وصلات خارجية
- ماري برين على موقع النتائج التاريخية لألعاب القوى الأسترالية (الإنجليزية)
- ماري برين على موقع أوليمبيديا (الإنجليزية)
- ماري برين على موقع اللجنة الأولمبية الأسترالية (الإنجليزية)